# Windlust (Brouwershaven)
Windlust is een kleine, maar functionele korenmolen in de Nederlandse stad Brouwershaven.
Deze korenmolen is in 1935 gebouwd door molenmaker J. van de Hamer. Het doel van de molen, die ongeveer een derde van de grootte heeft van de doorsnee stellingmolen, was het demonstreren van zijn vindingen aan zijn klanten. Tijdens de Tweede Wereldoorlog wekte de molen elektriciteit op, zodat de eigenaar naar de radio kon luisteren. Naderhand is de gemeente Brouwershaven eigenaar van Windlust geworden. In 1955 werd het molentje verplaatst naar zijn huidige locatie, vlak bij de jachthaven. Toen in 1990 een storm de molen omblies, heeft de gemeente deze gerestaureerd. Er wordt nu op vrijwillige basis graan gemalen. De molen, die eigendom is van de gemeente Schouwen-Duiveland, is te bezoeken wanneer deze draait.
De molen heeft de status gemeentelijk monument.